# Весёлые Боковеньки (дендрарий)
Весёлые Боковеньки — дендрологический парк общегосударственного значения на Украине. Находится в пределах Кропивницкого района Кировоградской области близ села Весёлые Боковеньки. Занимает территорию 109 га (с селекционно-дендрологический станцией — 543 га).

## История
Дендрарий был основан в 1893 году Николаем Львовичем Давыдовым. Давыдов работал над созданием парка более 30 лет. За это время было посажено более 250 различных видов и форм древесно-кустарниковых пород. В 1960 году парк получил статус памятника садово-паркового искусства.

## Основные направления научной работы
- интродукция, селекция и размножение ценных древесно-кустарниковых пород
- разработка методов защиты интродуцированных растений от вредителей и болезней
- охрана ранее заложенных научно-исследовательских участков, уход за ними